# Айдара, Кассим
Кассим Айдара (фр. Kassim Aidara; 12 мая 1987) — сенегальский футболист, полузащитник.

## Биография
Местом рождения в разных источниках называется Сенегал или германский Гамбург. На детско-юношеском уровне занимался футболом в немецких клубах «Йенфельдер» и «Конкордия» (Гамбург), а также во французском «Париже». В начале взрослой карьеры выступал в английской Южной конференции за «Уэллинг Юнайтед», а также за немецкие клубы низших лиг «Ниндорфер», «Палома» (Гамбург), «Ганза» (Люнебург).
В 2012 году перебрался в Эстонию и присоединился к клубу «Калев» (Таллин). Дебютный матч в чемпионате Эстонии сыграл 10 марта 2012 года против «Вильянди» и в этой же игре забил свой первый гол. В июле 2012 года перешёл в «Калев» (Силламяэ). В 2013 году с этим клубом стал бронзовым призёром чемпионата Эстонии, а также занял третье место среди бомбардиров с 17 голами и стал лучшим снайпером своего клуба. В 2014 году перешёл в «Инфонет» (Таллин), провёл в клубе два сезона, наивысшим успехом в этот период стало четвёртое место в чемпионате и выход в полуфинал Кубка Эстонии. В начале 2016 года футболист был на просмотре во вьетнамском клубе «Сонглам Нгеан», но в итоге вернулся в свой бывший клуб в Эстонии — «Калев» (Силламяэ). Стал финалистом Кубка Эстонии 2015/16. Всего за пять с половиной лет в эстонской лиге сыграл 158 матчей и забил 33 гола.
В октябре 2017 года перешёл в индийский клуб «Минерва Пенджаб», с ним в сезоне 2017/18 стал чемпионом И-Лиги (второй дивизион Индии). Затем в течение двух сезонов выступал в И-Лиге за «Ист Бенгал», с которым дважды становился вице-чемпионом турнира.

## Достижения
- Бронзовый призёр чемпионата Эстонии: 2013
- Финалист Кубка Эстонии: 2015/16
- Победитель И-Лиги: 2017/18
- Второй призёр И-Лиги: 2018/19, 2019/20

## Личная жизнь
Брат Мохамед (род. 1989) также в прошлом футболист, выступал в высшем дивизионе Бельгии и низших лигах Германии.